# Hortensia Papadat-Bengescu
Pour les articles homonymes, voir Hortensia (homonymie).
Œuvres principales
Le Concert de Bach
Hortensia Papadat-Bengescu est une femme de lettres roumaine, née le 8 décembre 1876 à Ivești et décédée le 5 mars 1955 à Bucarest. Ses œuvres les plus connues sont les romans du cycle des Hallipa, qui retracent l'histoire d'une famille de la bourgeoisie roumaine, dans un milieu urbain, et marquent une évolution importante dans l'évolution du genre littéraire romanesque en Roumanie. Son mode de narration, avec une certaine lenteur de l'intrigue, la mise en exergue des consciences tourmentées et du mouvement de la vie affective, a quelquefois été qualifié de proustien.
Saluée par l'essentiel de la critique littéraire dans l'entre-deux-guerres, elle est mise à l'écart de la vie intellectuelle de son pays après la Seconde Guerre mondiale, son œuvre ne s'inscrivant pas dans la politique culturelle du nouveau régime communiste installé à Bucarest, et du réalisme socialiste de la période stalinienne.

## Biographie
Sa mère était professeur et son père, Dimitrie Bengescu, était général et le frère de George Bengescu-Dabija, dramaturge et lui aussi général. Elle reçut dans sa famille une éducation raffinée, y compris musicale, et en partie en français. Elle étudie dans le pensionnat de jeunes filles Dimitrie Bolintineanu à Bucarest de 1887 à 1894. Elle souhaitait poursuivre ses études à Paris mais ses parents refusent et elle épouse alors le premier prétendant venu, le magistrat Nicolae Papadat, son aîné d'une dizaine d'années, en 1896. Elle en eut quatre enfants (Nen, Zoe, Marcela et Elena), mais souffrit de l'absence de communauté intellectuelle avec un époux qui vilipendait ses entreprises littéraires ainsi que de la vie provinciale, au gré de ses mutations professionnelles : Turnu Măgurele, Buzău, Focșani, Constanța, Galați.
Une de ses amies, la femme de lettres Constanţa Marino-Moscu, l'a poussée à se consacrer à l'écriture en la menaçant, si elle n'écrivait pas autre chose de plus significatif, de publier ses lettres. Elle avait alors fait ses débuts littéraires en rédigeant, en français, des nécrologies et chroniques dans un journal mondain, La Politique, par exemple : en 1912, A la mort de Pierre Liciu, signée Loys. Elle écrivit du reste nombre de poésies en français, dont l'une, La mer, lui valut le prix de la revue Femina en 1914. Mais elle publia surtout en 1913 son premier poème en prose dans la revue Viața românească, Viziune [Visions]. Jusqu'en 1923, elle entretint avec le rédacteur en chef de la revue, Garabet Ibrăileanu, lui-même critique littéraire influent et romancier, une correspondance soutenue. Parallèlement à ses œuvres romanesques, qui lui valurent la postérité, elle écrivit également pour le théâtre, dès 1915 : A căzut o stea [Une étoile est tombée]. 
Hortensia Papadat-Bengescu a résidé pendant treize ans à Focşani et s'y trouvait pendant la Première Guerre mondiale. Elle s'est alors engagée à la Croix Rouge comme sœur de charité, affectée au soin des blessés à la gare de Focşani (près de la ligne de front). Elle relata cette expérience en 1923 dans le roman Balaurul [Le dragon]. Après la fin de la guerre, elle commença sa carrière romanesque avec la publication d'Ape adânci [Eaux profondes], longue nouvelle soutenue entre autres par Tudor Vianu, en 1919. Ses affinités littéraires changèrent ensuite et elle fut de plus en plus influencée par le critique littéraire Eugen Lovinescu et le cénacle littéraire Sburătorul, aux réunions duquel elle assistait. Les années suivantes furent celles de ses œuvres les plus connues, notamment les romans du cycle des Hallipa, qui retracent l'histoire d'une famille de la bourgeoisie roumaine : Fecioarele despletite [Les Vierges échevelées] (1926), Concert din muzică de Bach [Le Concert de Bach] (1927), Drumul ascuns [Chemin caché] (1932), Rădăcini [Racines] (1938),. D'un point de vue personnel, elle s'établit à Bucarest après la retraite de son mari en 1933. En 1936, elle reçut le grand prix de l'Union des écrivains roumains, dont le jury était composé de Liviu Rebreanu, Tudor Arghezi, Perpessicius, Alexandru Busuioceanu et Şerban Cioculescu.
Mais cette consécration resta provisoire et, après la fin de la Seconde Guerre mondiale et le changement de régime, elle fut écartée des cercles littéraires et critiques. Son roman Străina, écrit en 1946, resta à l'état de manuscrit et ne fut publié à titre posthume qu'en 2012. À partir de 1949 et de la mort de son époux, elle vécut dans un dénuement croissant aggravé par la maladie. Elle mourut d'une longue maladie le 5 mars 1955 dans l'anonymat et dans des circonstances restées mystérieuses.
Son œuvre ne fut remise à l'ordre du jour qu'après 1965, notamment dans les années 1970 grâce à l'édition de ses œuvres complètes.

## Œuvre
- Ape adânci [Eaux profondes], nouvelle, Bucarest, 1919.
- Bătrânul [Le Vieillard], théâtre, Bucarest, 1920.
- Sfinxul [Le Sphinx], nouvelles, Bucarest, 1920.
- Femeia în faţa oglinzii [La Femme devant le miroir], roman, Bucarest, 1921.
- Balaurul [Le Dragon], roman, Bucarest, 1923.
- Romanul Adrianei [Le Roman d'Adriana], roman, Bucarest, 1924.
- Romanţă provincială [Romance provinciale], roman, Bucarest, 1925.
- Fecioarele despletite [Les Vierges échevelées], roman, Bucarest, 1926.
- Lui Don Juan, în eternitate, îi scrie Bianca Porporata [À Don Juan pour l'éternité, lui écrit Bianca Porporata], roman épistolaire, Bucarest, 1926.
- Concert din muzică de Bach, roman, Bucarest, 1927, traduit en français par Florica Courriol ; Le Concert de Bach, Rodez, 1998.
- Desenuri tragice [Dessins tragiques], nouvelles, Bucarest, 1927.
- Drumul ascuns [Chemin caché], roman, Bucarest, 1932.
- Logodnicul [Le Fiancé], roman, Bucarest, 1935.
- Rădăcini [Racines], roman, Bucarest, 1938.
- Teatru [Théâtre], qui regroupe Le Vieillard, A căzut o stea [Une étoile est tombée], Medievala [Médiévale] et Sora mea, Ana [Anne, ma sœur], Bucarest, 1965.
- Opere [Œuvres], comprend le roman inédit Străina [L'étrangère], Bucarest, 2012.

## Thèmes et influence
Hortensia Papadat-Bengescu aborde dans son théâtre les conventions en vigueur au sein de la bourgeoisie et approfondit cette « dissection des corps et des âmes qui semblent elles-mêmes faites de chair ». Elle associe de manière éclectique les mythes nationaux aux mythes universels, comme Don Juan. 
Selon le critique Nicolae Manolescu, bien que les romans du cycle des Hallipa soient contemporains de Baltagul (Le Chêne) de Mihail Sadoveanu, Pădurea spânzuratilor (La Forêt des pendus) de Liviu Rebreanu et Enigma Otiliei (L'Énigme d'Otilia) de George Călinescu, ils marquent une étape ultérieure de l'évolution du genre. Ils appartiennent au style ionique, alors que ses contemporains constituent l'apogée du style dorique.
George Călinescu estimait quant à lui que l'œuvre d'Hortensia Papadat-Bengescu recèle des pages qui évoquent une possible profondeur, voire enthousiasme, mais en comporte aussi d'arides, d'une insipidité décourageante. En dehors de lui, il se dégage un consensus critique pour reconnaître une influence proustienne dans ses romans.